# 卡塔琳娜·巴利
卡塔琳娜·巴利（德語：Katarina Barley；1968年11月19日—），德國英裔政治人物，德国社会民主党黨員，欧洲议会议员，科隆人，2013年当选联邦议员，2015年至2017年担任社民党总书记，曾在默克尔内阁中担任德國聯邦勞動及社會事務部部长。